# Myoviridae
 (Septembre 2021).
Myoviridae est une famille de bactériophages de l'ordre des Caudovirales . Elles infectent les bactéries et les archées qui sont donc ses hôtes naturels. Cette famille contient 625 espèces, réparties en huit sous-familles et 217 genres,.
Cette famille se caractérise par l'architecture de sa queue longue et contractile. En effet, lorsque le virus s'est arrimé a la surface de son hote, la partie externe du tube se contracte, apportant une energie mecanique permettant au tube interne de traverser la paroi cellulaire et ainsi de former un passage pour l'ADN viral de la capside au cytoplasme.
Le bactériophage T4 est un modèle très étudié appartenant à cette famille.